# (62190) Augusthorch
(62190) Augusthorch est un astéroïde de la ceinture principale.

## Description
(62190) Augusthorch est un astéroïde de la ceinture principale. Il fut découvert le 26 septembre 2000 à Drebach par Jens Kandler. Il présente une orbite caractérisée par un demi-grand axe de 2,57 UA, une excentricité de 0,29 et une inclinaison de 5,9° par rapport à l'écliptique.

## Compléments